# Lodja
Lodja je glavni grad provincije Sankuru u Demokratskoj Republici Kongo. Ima zračnu luku.
Prema popisu iz 2004. godine, Lodja je imala 52.798 stanovnika.